# Opel 20/22 PS
La 20/22 PS era un'autovettura di lusso prodotta dalla Casa automobilistica tedesca Opel dal 1903 al 1906.

## Profilo e storia
Con la 20/22 PS, la Casa di Rüsselsheim esordì nella fascia delle vetture di lusso, e lo fece con un modello dotata di una caratteristica a dir poco singolare, e cioè il motore, un 4 cilindri in linea a semiblocchi separati ed allineati, che costituivano l'intero blocco motore.

La cilindrata era di 3770 cm³, mentre la distribuzione era a valvole laterali, mosse da un albero a camme. La potenza massima era di 24 CV a 1600 giri/min.

La trasmissione era ad albero cardanico, con frizione a cono e cambio a tre marce.

Il telaio era una struttura piatta in lamiera di acciaio con rinforzi in legno. Qui erano fissate le sospensioni ad assale rigido e balestre semiellittiche, come pure i freni a nastro, che agivano unicamente sulla trasmissione.

La velocità massima era di 70 km/h, una buona punta velocistica all'epoca.

Inizialmente disponibile come tonneau, a partire dal 1905, la 20/22 PS fu proposta nella nuova e più moderna veste double-phaeton.

La 20/22 PS fu tolta di produzione alla fine del 1906. La sua erede naturale arriverà però oltre due anni dopo: sarà la 15/24 PS.